# 白羊座65
白羊座65（65 Ari, 65 Arietis），是一颗位于白羊座的恒星，距离地球约300光年，视星等为6.07。